# Gare de Sakuragawa (Osaka)
La gare de Sakuragawa (桜川駅, Sakuragawa-eki) est une gare ferroviaire de la ville d'Osaka au Japon. Elle est située dans l'arrondissement de Naniwa. La gare est gérée par la compagnie Hanshin et le métro d'Osaka.

## Situation ferroviaire
La gare de Sakuragawa est située au point kilométrique (PK) 9,0 de la ligne Hanshin Namba et au PK 3,8 de la ligne Sennichimae.

## Histoire
La station de métro Sakuragawa (S15) est inaugurée le 16 avril 1969. En octobre 2014, des portes palières sont installées sur le quai. La gare Hanshin (HS 42) ouvre le 20 mars 2009.

## Service des voyageurs

### Accès et accueil
La gare, située en souterrain, est ouverte tous les jours. La design de la gare Hanshin a pour thème "une nouvelle entrée".
La station de métro dispose d'un ascenseur à l'est. Un autre, à l'ouest de la gare, est en cours de construction. De ce fait, l'escalier B en milieu de quai est fermé du 5 mai 2020 jusqu'à la fin novembre 2021.

### Desserte

#### Hanshin
- Ligne Hanshin Namba :
  - voie 1 : direction Osaka-Namba (interconnexion avec la ligne Kintetsu Namba pour Nara)
  - voie 2 : direction Amagasaki (interconnexion avec la ligne principale Hanshin pour Kobe-Sannomiya)

#### Métro d'Osaka
- Ligne Sennichimae :
  - voie 1 : direction Minami-Tatsumi
  - voie 2 : direction Nodahanshin

Installations et desserte
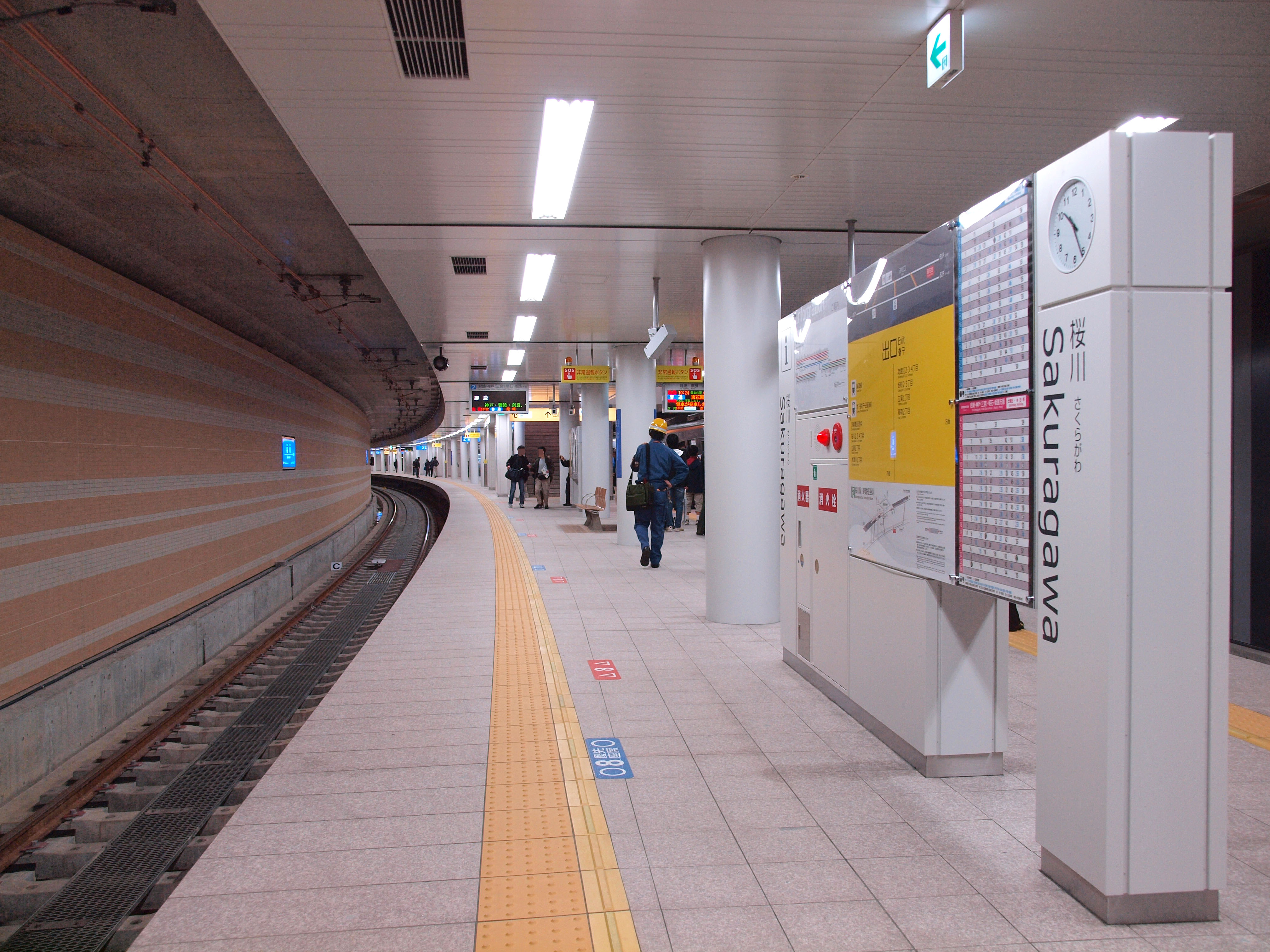
Quai de la gare Hanshin
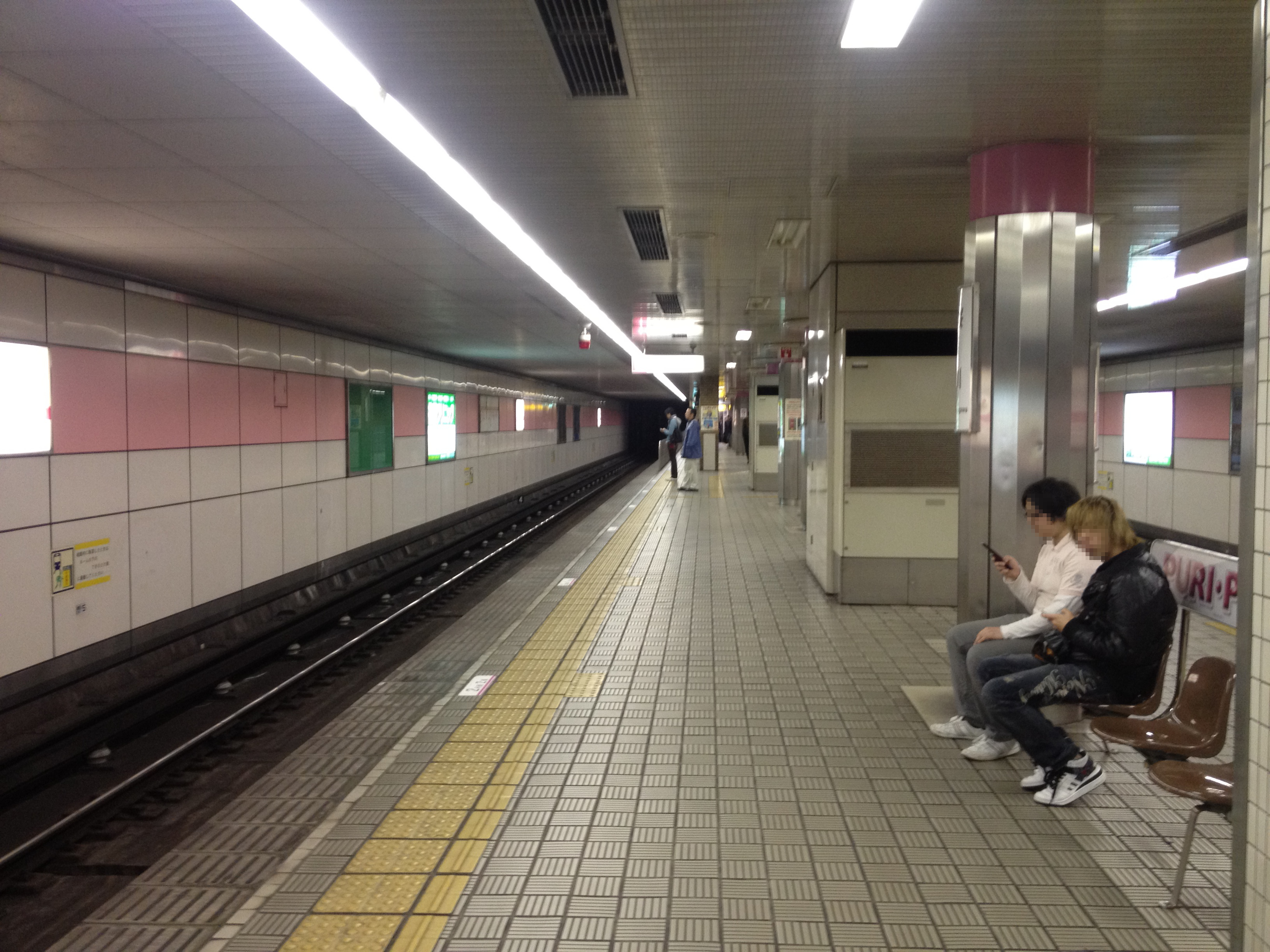
Quais de la station de métro

### Intermodalité
La gare de Shiomibashi (ligne Nankai Kōya) est située à proximité et est reliée par un souterrain à la gare Hanshin (sortie 1).

## Environs
- Dotonbori
- OCAT / Gare de JR Namba